# Аргунь (місто)
Аргунь (кит. спр. 额尔古纳市, піньїнь: É'ĕrgŭnà Shì) — прикордонне місто-повіт на північному сході Внутрішньої Монголії,  складова міста Хулунбуїр.

## Географія
Аргунь лежить на висоті близько 570 метрів над рівнем моря на річці Геньхе у межах Великого Хінгану. Однойменна річка слугує західним кордоном повіту.

### Клімат
Місто знаходиться у зоні, котра характеризується континентальним субарктичним кліматом. Найтепліший місяць — липень із середньою температурою 19,6 °C. Найхолодніший місяць — січень, із середньою температурою -27,8 °С.
| Клімат Аргуня           | Клімат Аргуня | Клімат Аргуня | Клімат Аргуня | Клімат Аргуня | Клімат Аргуня | Клімат Аргуня | Клімат Аргуня | Клімат Аргуня | Клімат Аргуня | Клімат Аргуня | Клімат Аргуня | Клімат Аргуня | Клімат Аргуня |
| Показник                | Січ.          | Лют.          | Бер.          | Квіт.         | Трав.         | Черв.         | Лип.          | Серп.         | Вер.          | Жовт.         | Лист.         | Груд.         | Рік           |
| Середній максимум, °C   | −21,4         | −15,1         | −4,1          | 0,4           | 18,6          | 24,4          | 25,8          | 23,8          | 17,4          | 7,4           | −7,4          | −18,7         | 4,3           |
| Середня температура, °C | −27,8         | −23,1         | −11,7         | 2,2           | 11            | 17,3          | 19,6          | 17,3          | 9,7           | 0             | −14           | −24,6         | −2            |
| Середній мінімум, °C    | −32,9         | −29,4         | −19           | −4,6          | 2,7           | 9,8           | 13,4          | 11,2          | 3,1           | −5,9          | −19,3         | −29,3         | −8,4          |
| Норма опадів, мм        | 5.1           | 3.4           | 5.4           | 11.7          | 18            | 61.9          | 100.3         | 92.2          | 32.9          | 16.5          | 7.1           | 6.9           | 361.4         |
| Вологість повітря, %    | 74            | 73            | 67            | 52            | 45            | 61            | 72            | 73            | 66            | 62            | 72            | 76            | 66.1          |
| ----------------------- | ------------- | ------------- | ------------- | ------------- | ------------- | ------------- | ------------- | ------------- | ------------- | ------------- | ------------- | ------------- | ------------- |
| Джерело: data.cma.cn    |               |               |               |               |               |               |               |               |               |               |               |               |               |